# Józef Stanisław Potocki
Józef Stanisław Potocki herbu Pilawa (zm. 27 lutego 1722 w Heilsbergu) – rotmistrz wojsk koronnych, kasztelan kijowski (1714–1722), według różnych źródeł kasztelan kamieniecki lub kasztelan kamieński (1692–1714).

## Życiorys
Syn Pawła, dworzanina królewskiego i posła, brat: Teodora Andrzeja, prymasa i Stefana, referendarza i marszałka nadwornego koronnego. Był dziadkiem Teodora, wojewody bełskiego i Joachima Karola.
W 1684 został rotmistrzem pancernym. Według różnych źródeł był kasztelanem: kamienieckim lub kamieńskim w latach 1692–1714 oraz kasztelanem kijowskim w latach 1714–1722. W 1718 został wyznaczony senatorem rezydentem. 
Po zerwanym sejmie konwokacyjnym 1696 roku przystąpił 28 września 1696 roku do konfederacji generalnej. Podpisał pacta conventa Augusta II Mocnego w 1697 roku. 
Został pochowany 9 marca 1722 w Springborn.